# أركويت
مدينة سياحية بمنطقة تلال البحر الأحمر في الجزء الشمالي الشرقي من جمهورية السودان. اشتهرت بجمالها الخلاب ومناخها المعتدل طوال السنة، إذ أن مناخ يشابه مناخ المناطق الجبلية، وتتميز بأنها المصيف الأجمل، ترى قممها تغطيها الغيوم.

## مبانيها
زارها الإنجليز عند إنشائهم لخط السكة حديد بين مدينتي هيا وبورتسودان، أعجبوا بها فأنشؤوا بها طرقًا أسفلتية وبنوا بها ثكنات للجيش واستراحة لـحكمدار السودان قبل أن تلحق بها مباني استراحة جامعة الخرطوم - صارت الآن فندقًا تابعًا لشركة الصقر - واستراحة رئيس الجمهورية التي بناها الزعيم إسماعيل الأزهري رئيس السودان الأسبق، كما يوجد بها ضريح البطل عثمان أبو بكر دقنة، ومن أشهر جبالها جبل الست بها سوق صغيرة يسمى سوق هارساب، كما توجد بها اثنين من البساتين تابعة لوزارة الزراعة .

## الخدمات
يتم إمداد المياه فيها من الآبار و المياه الجوفية، أما الكهرباء فيتم توليدها ذاتيًّا في المباني المختلفة، وتعاني المنطقة من الإهمال وقلة الخدمات رغم سهولة الوصول إليها عن طريق العربات الذي يربطها بمدينة سنكات وهو طريق بري أنشئه الإنجليز .

## مشروع سياحي
من المخطط أن يتم بالمدينة إقامة مشروع سياحي ضخم لكن أوقفته العديد من المشاكل الخاصة بالتمويل، والأجواء السياسية المتوترة في السودان حاليًّا.

## السكان الأصليون
يقطن بالمنطقة قبيلة الهدندوة بفروعها المختلفة وفرع من قبيلة الجعليين يسمى المجاذيب ينتسب للشيخ عبد الرحمن المجذوب كما يوجد فيها منزل الشيخ محمد الخليفة عبد الرحمن.